# Batalla de Coco Solo
La batalla de Coco Solo fue un enfrentamiento militar que tuvo lugar el 20 de diciembre de 1989 entre unidades de las Fuerzas de Defensa de Panamá y las Fuerzas Armadas de Estados Unidos en el marco de la invasión de Estados Unidos a Panamá.
La batalla, en la que participaron miembros de la Fuerza de Marina Nacional y la Octava Compañía la de las Fuerzas de Defensa de Panamá, de un lado, y miembros de la 82.ª División Aerotransportada del Ejército de Estados Unidos, del otro, se dio en la base naval de Coco Solo. Las fuerzas estadounidenses atacaron la base naval, donde se encontraban las unidades de la Fuerza de Marina Nacional, la Octava Compañía de Policía Militar y Batallón del Atlántico, resultando en la rendición de las fuerzas panameñas.